# Warten in der Dämmerung
Piravi (Malayalam: പിറവി, übersetzt: Geburt) ist ein preisgekrönter indischer Film von Shaji N. Karun aus dem Jahr 1988. Der Film basiert auf dem Buch von T. V. Eachara Warriers Memories of a Father. Das Buch selbst basiert auch auf einer wahren Begebenheit und beschreibt die Erfahrung des Schriftstellers über den Verlust seines Sohnes Rajan.

## Handlung
Raghu ist der einzige Sohn des nun altgewordenen Raghavan Chakyar und seiner kranken Frau. Nun studiert Raghu in der nächsten Großstadt Ingenieurwissenschaften. Sein Vater erwartet ihn zu Hause, damit sie die Verlobung seiner Tochter Malathi feiern können. Tagtäglich wartet er bis in die Nacht hinein an der Bushaltestelle auf Raghus Rückkehr. Doch sein Sohn kommt nicht und auch von Raghus Studienkollegen erhält er keine Auskunft.
Über die Zeitung erfahren sie von Raghus Haft durch die Polizei. Der Grund dafür war eine politische Auseinandersetzung. Raghavan beschließt sich auf die Suche nach seinem Sohn zu machen und reist in die Stadt. Von einer Polizeistation zur nächsten, sogar bis zur Hauptniederlassung, fragt er nach Raghu. Doch da scheint keiner über Raghu Bescheid zu wissen. Sie leugnen die Fakten, dass Raghu je in Haft genommen wurde.
Enttäuscht kehrt Raghavan wieder ins Dorf zurück. Seine Tochter Malathi schöpft Verdacht und macht sich selbst auf die Suche. Von Raghus Kameraden erfährt sie, dass Raghu durch die Folter der Polizei gestorben ist. Zu Hause bringt sie es nicht übers Herz, ihrem Vater die Wahrheit zu sagen. Der wiederum beginnt, von einer vereinten Familie zu träumen.

## Auszeichnungen
1989 Internationale Filmfestspiele von Cannes (Frankreich)
- Caméra d’Or – Besondere Erwähnung – Shaji N. Karun

1989 Edinburgh International Film Festival (UK)
- Sir Charles Chaplin Award – Shaji N. Karun

1989 Internationales Filmfestival von Locarno (Schweiz)
- Prize of the Ecumenical Jury – Special Mention – Shaji N. Karun
- Silver Leopard – Shaji N. Karun
- Nominierung für den Golden Leopard – Shaji N. Karun

1989 National Film Award (Indien)
- Golden Lotus Award – National Film Award/Beste Regie – Shaji N. Karun
- Golden Lotus Award – National Film Award/Bester Film – Shaji N. Karun
- Silver Lotus Award – National Film Award/Bester Hauptdarsteller – Premji
- Silver Lotus Award – National Film Award/Beste Tongestaltung – T. Krishnanunni

1989 Hawaii International Film Festival (USA)
- Best Feature Film – Shaji N. Karun

1989 Chicago International Film Festival (USA)
- Silver Hugo – Shaji N. Karun

1990 Bergamo Film Meeting (Italien)
- Bronze Rosa Camuna – Shaji N. Karun

1990 Fribourg International Film Festival (Schweiz)
- Distribution Help Award – Shaji N. Karun

1991 Fajr Film Festival (Iran)
- Crystal Simorgh – International Competition: Superb Film – Shaji N. Karun

## Kritik
„Aus den monochron reich wirkenden Bildern, die alles Grelle meiden, wachsen die verblüffendsten, bisweilen kontrapunktisch gesetzten Töne; ihnen schenkt Shaji eine ebensowichtige Bedeutung und sehr viel Aufmerksamkeit. Sein Film singt uns ein mehrstimmiges Lied von innerer Ruhe, stimmt eine Wassermusik an, auf der wir gleichsam dahingleiten. Und gleichzeitig thematisiert er unaufdringlich ein inneres Gefälle in einem Staat wie Indien, der von kolonialen Spuren unauslöschlich geprägt ist, in dem der Gegensatz zwischen Land und Stadt immens ist. Das politische ist immanent. Shaji führt uns dies in wenigen, dafür präzis komponierten Einstellungen vor Aug und Ohr, in einer Filmsprache, die wie ihre Handlung auf falsche Hektik verzichtet und mit sanften Impulsen sich auf dem Fluss des Lebens bewegt, eines Lebens, das im Auszug aus dem Upanishaden, einem heiligen indischen Text, im Prolog als stetig wiederkehrendes existiert, in dem der Tod Anfang bedeutet, das Wasser Leben.“ von Walter Ruggle (trigon-film.com)